# Цифровой задник

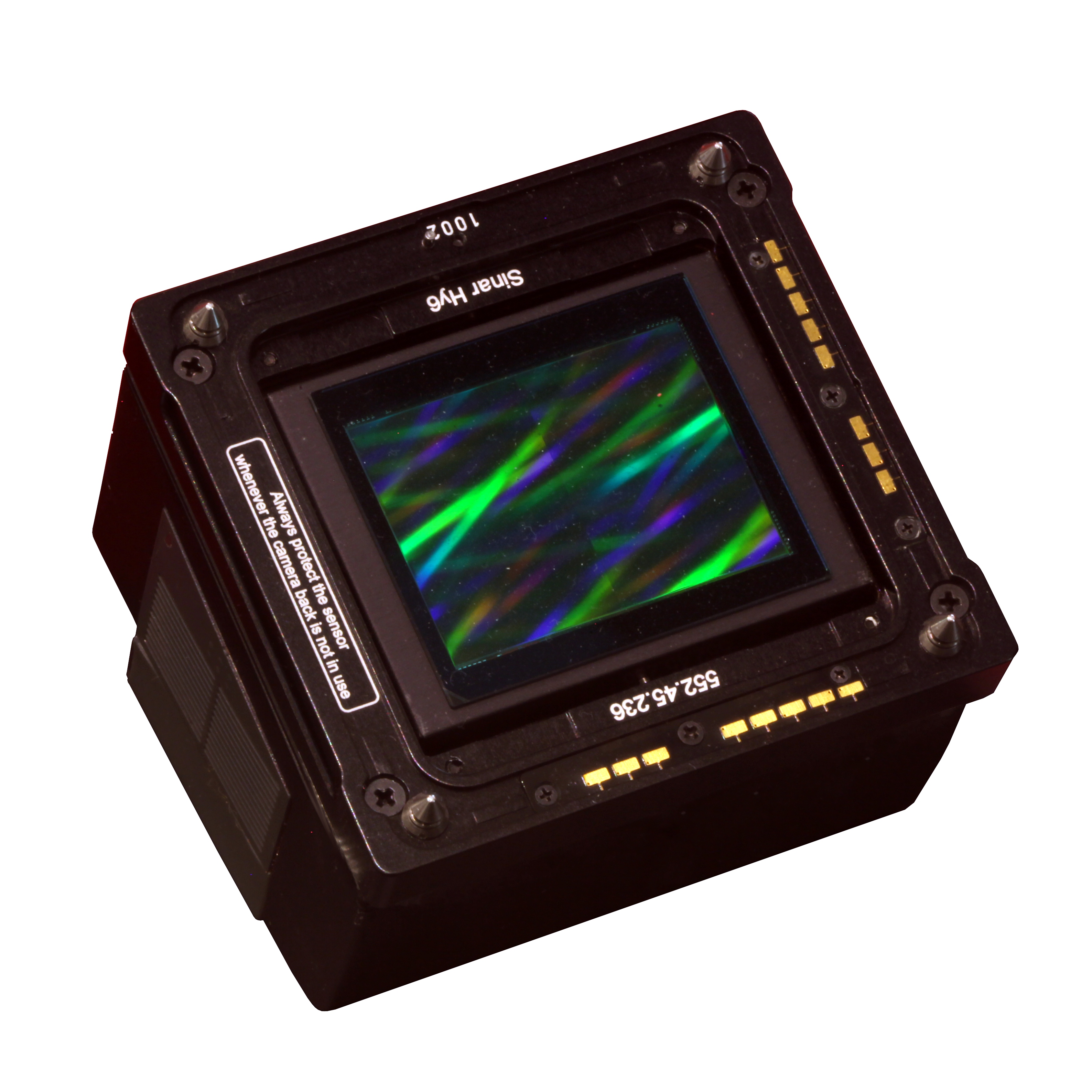
Среднеформатный цифровой задник Sinar со стороны матрицы

Цифровой задник — сменный модуль системного фотоаппарата, предназначенный для преобразования оптического изображения в файлы цифровых фотографий. Цифровой задник устанавливается на плёночный фотоаппарат, превращая его в цифровой. В отличие от цифровых фотоаппаратов, выполненных как одно целое, конструкция со сменным задником позволяет снимать также на фотоплёнку. Были популярны в начале-середине 2000-х годов, когда в обращении было большое количество пленочных репортерских фотокамер с комплектами объективов, а цифровые зеркальные камеры только начинали наполнять рынок. К началу 2010-х годов, когда рынок фотоаппаратуры достаточно насытился цифровыми зеркальными камерами, объективами и иными аксессуарами к ним, популярность цифровых задников резко упала. По состоянию на начало 2020-х годов представляют скорее исторический интерес нежели средство производства.

## Разновидности
Существуют две основные разновидности цифровых задников: сканирующие и с прямоугольным сенсором, создающим снимок за одну экспозицию. Сканирующие задники представляют собой гибрид фотоаппарата и сканера и основаны, как правило на линейке ПЗС, перемещающейся вдоль одной из сторон кадра. Поскольку сканирование занимает существенный промежуток времени, подобные устройства пригодны только для съёмки неподвижных изображений, но формат сканируемого кадра практически не ограничен, а качество получаемого изображения исключительно высокое. Использование трёх ПЗС-линеек с цветными светофильтрами позволяет оцифровывать цветное изображение за один проход и втрое сокращает время сканирования.
Однако, наиболее широкое распространение получили задники, основанные на прямоугольной ПЗС-матрице с массивом цветных светофильтров, позволяющие считывать изображение кадра за одну экспозицию. Такие устройства позволяют фиксировать движущиеся объекты с короткими выдержками, как обычный цифровой фотоаппарат. Некоторые задники с такой матрицей рассчитаны на тройную экспозицию за цветными светофильтрами для получения цветных снимков высокого разрешения. Конструкция позволяет обойтись без массива цветных фильтров и вчетверо повысить разрешающую способность при том же количестве светочувствительных элементов.
Задники с прямоугольной матрицей в свою очередь делятся ещё на два класса: студийные и автономные. Студийная разновидность непригодна для натурных съёмок, поскольку требует соединения с компьютером и внешним источником питания. Зачастую такие задники не имеют даже собственного жидкокристаллического дисплея, что исключает возможность настройки и контроля отснятого материала без внешнего монитора.

## Историческая справка

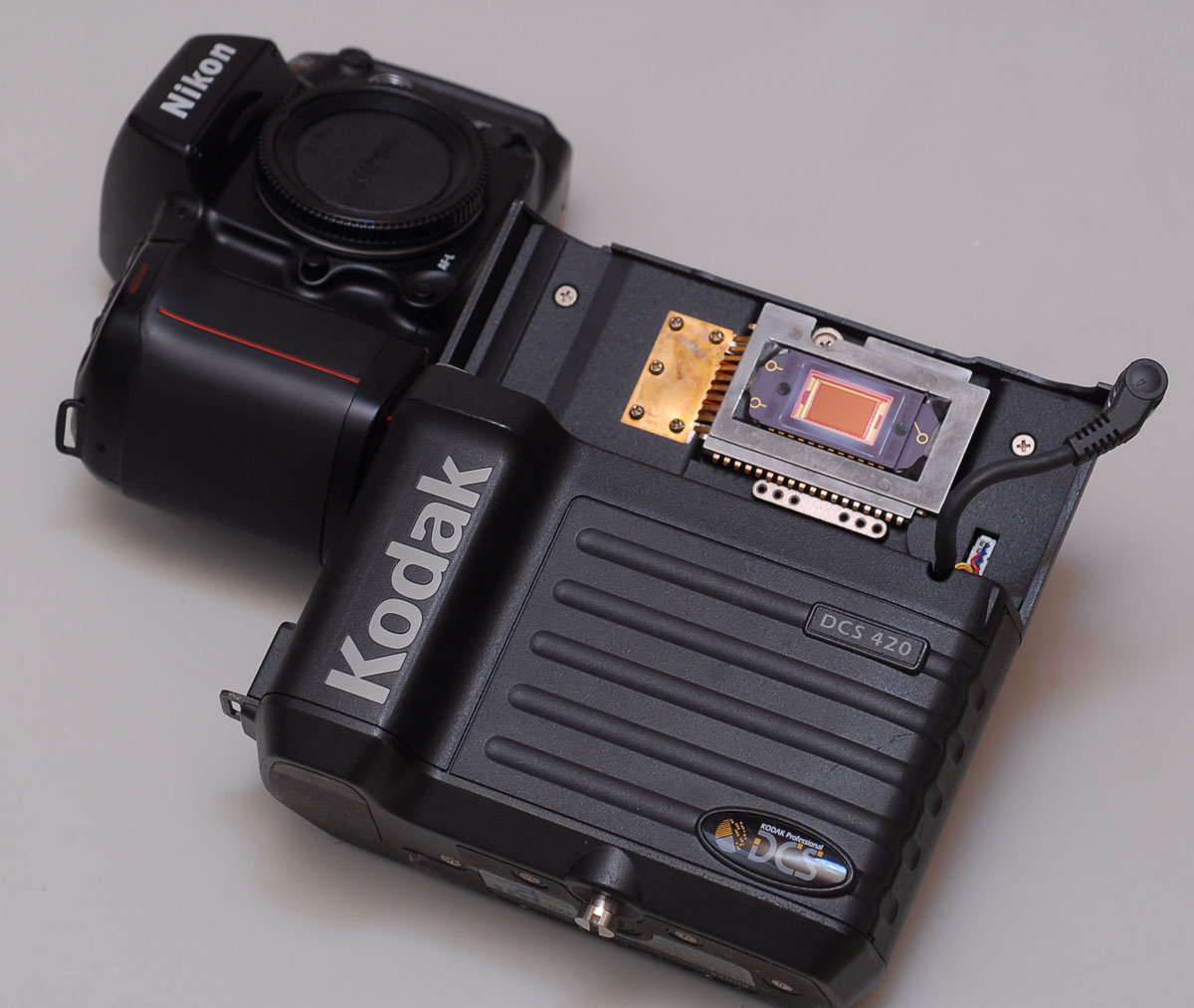
Фотоаппарат Nikon F90 со снятым цифровым задником Kodak DCS 420

Раньше всего потребность в цифровой фотографии возникла в сфере фотожурналистики, нуждающейся в быстрой доставке готовых изображений с места события. Поэтому первые эксперименты и успехи в разработке связаны с небольшими форматами светочувствительного элемента видеофотоаппаратов, представлявших собой аналоговую видеокамеру для съёмки неподвижных кадров.

### Малый формат
Первым цифровым задником можно считать гибридное устройство Electro-Optic Camera, спроектированное электронным подразделением Kodak по заказу правительства США для стыковки с профессиональным фотоаппаратом Canon New F-1. Основой стала созданная «Кодаком» за год до этого чёрно-белая ПЗС-матрица M1, разрешение которой впервые превысило 1 мегапиксель. Она размещалась в блоке, закрепляемом на съёмной задней крышке фотоаппарата. 
Полученный гибрид оказался слишком громоздким и неудобным, и следующим этапом стала разработка проектов IRIS для фотожурналистов и Hawkeye II для военных. Оба прототипа собирались на основе серийного зеркального фотоаппарата Nikon F3, а часть военных приставок комплектовалась новой матрицей М3 с фильтром Байера, ставшей первой цветной матрицей с разрешением более 1 мегапикселя. Она же стала основой для первого коммерчески успешного и серийно выпускаемого цифрового гибрида Kodak DCS 100, также собранного на основе фотоаппарата Nikon F3 HP. Гибрид, выпущенный в 1991 году, состоял из цифрового задника с ПЗС-матрицей, подключённого кабелем к внешнему блоку, носимому на плече. Устройство стало первым ориентированным на совместную работу с компьютером, а не видеомагнитофоном, как это было в большинстве предыдущих разработок других производителей.
Дальнейшие разработки были сосредоточены в гражданском секторе компании Kodak (англ. Professional Photography Division), с 1994 до 1998 года выпустившей более компактные устройства серии DCS, стыкующиеся с фотоаппаратами Nikon F801, Nikon F90 и Canon EOS-1N. Все созданные гибриды стали промежуточным этапом перед созданием полноценных цифровых зеркальных фотоаппаратов неразъёмной конструкции. Наконец, Canon и Nikon создали линейки фотоаппаратов Canon EOS-1D и Nikon D1, основой при проектировании которых послужили предыдущие опыты с цифровыми задниками.
Ещё одной попыткой дать цифровое будущее плёночным фотоаппаратам стал проект компании «Imagek». 11 февраля 1998 года она анонсировала выпуск цифровой приставки EFS-1 (англ. Electronic Film System), которая должна была вставляться в фильмовый канал и отделение для кассеты с плёнкой любых малоформатных фотоаппаратов. Была заявлена ожидаемая разрешающая способность 1,3 мегапикселя при встроенной памяти 40 мегабайт. Через год аналогичную совместную разработку начали компании Intel и Kodak. Однако сложности согласования таких приставок с любыми существующими фотоаппаратами не позволили вписаться в заявленный ценовой предел 1000 долларов. В итоге проект так и остался техническим курьёзом. 
В 2004 году был представлен цифровой задник DMR (англ. Digital Module for the R-system) для камер Leica R8 и Leica R9, но дальнейшего развития подобные конструкции не получили из-за повсеместного прекращения выпуска плёночной аппаратуры. В 2010 году производство фотоаппаратов линейки Leica R и всех аксессуаров для неё, включая приставку, прекращено. Вместо этого налажен выпуск цифрового фотоаппарата Leica S2 неразъёмной конструкции.
Создание цифрового фотоаппарата с полностью интегрированными цифровыми системами для малого формата оказалось дешевле и эргономичнее, чем попытки превратить стандартную плёночную фототехнику в цифровую с помощью приставок. 
Тем не менее, в 2016 году ресурсом Kickstarter были собраны средства для выпуска установочной партии цифрового задника I'm Back на базе одноплатного компьютера Raspberry Pi, предназначенного для большинства малоформатных камер со съёмной задней крышкой. Очередной из многочисленных за последние годы анонсов сообщает о начале поставок предоплаченных устройств в декабре 2020 года. Однако наиболее широкое распространение такое явление, как «цифровой задник», получило в среднеформатной и крупноформатной аппаратуре модульного типа.

### Средний формат

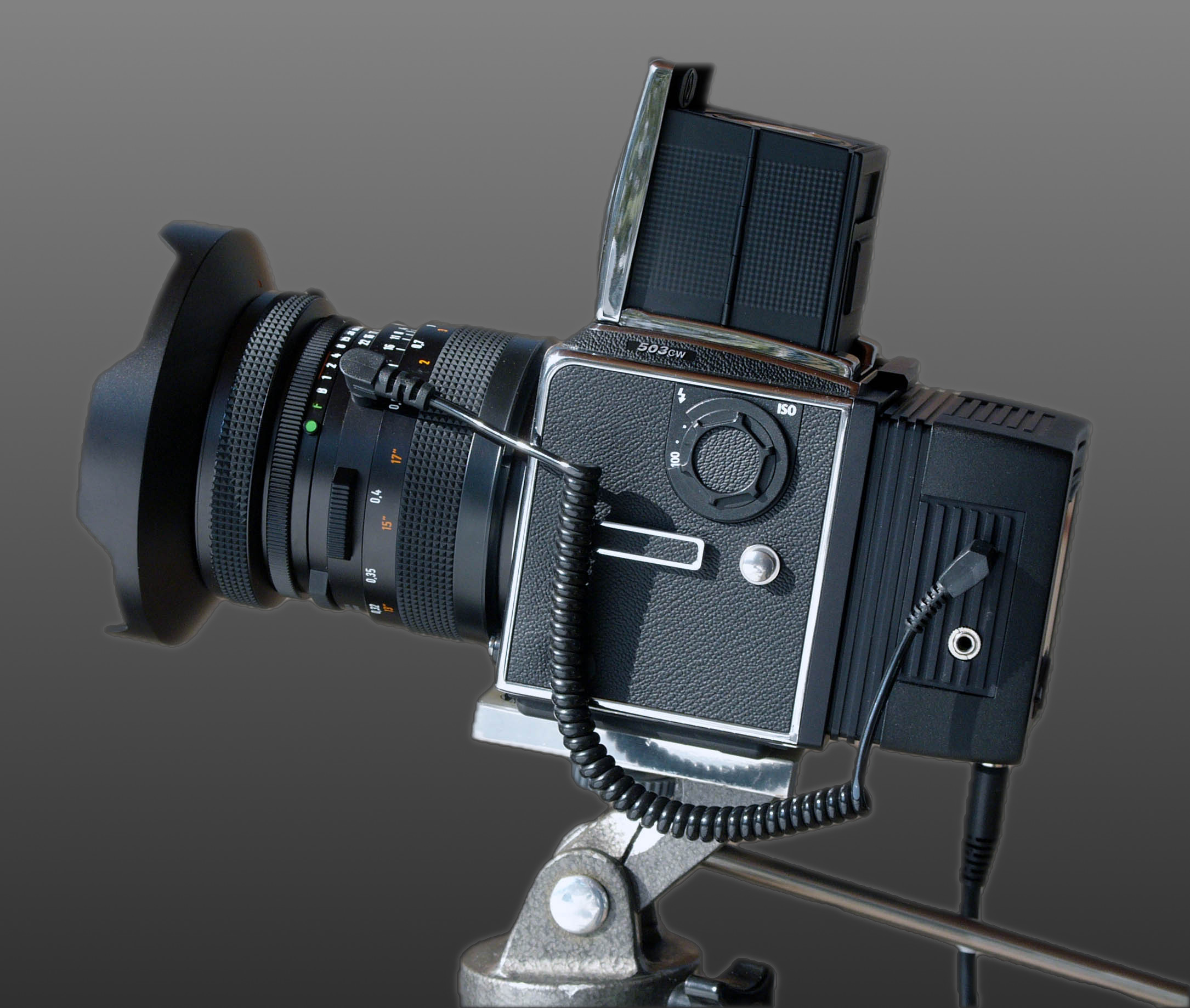
Среднеформатный фотоаппарат Hasselblad 503 CW с цифровым задником Ixpress V96C

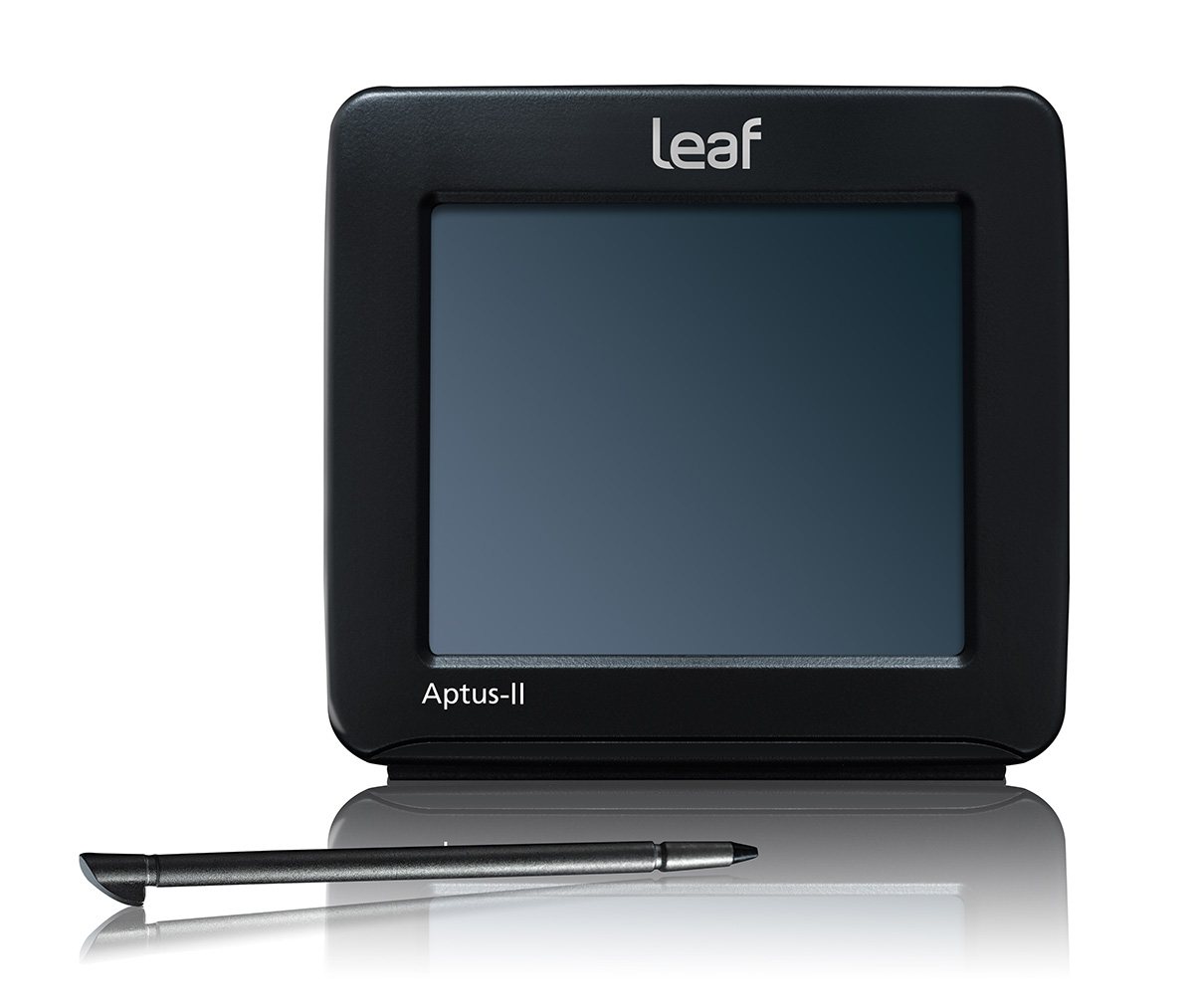
Цифровой задник Leaf Aptus II

В отличие от фотожурналистики, требующей моментальной съёмки и портативности, студийная фотография допускает съёмку с большими выдержками и в несколько экспозиций. Поэтому чёрно-белые матрицы, неприемлемые для новостной фотографии, можно использовать со студийными среднеформатными фотоаппаратами, проводя цветоделение не массивом цветных фильтров, а при помощи последовательных экспозиций, сохраняя большое разрешение. Первым серийным задником среднего формата считается DCB I компании Leaf. Устройство, выпущенное в 1991 году и прозванное фотографами «кирпичом», оснащалось чёрно-белой ПЗС-матрицей размером 3×3 сантиметра и с разрешением 4 мегапикселя (2048×2048). Для получения цветного снимка требовались три экспозиции за цветными светофильтрами. Диск со светофильтрами устанавливался перед объективом, и при помощи электропривода синхронизировался со специальным программным обеспечением компьютера, генерирующим цветные файлы снимков. Эта же матрица послужила основой для аналогичного устройства Sinar.
В 1995 году появился задник Kodak Professional DCS 465 для среднеформатных фотоаппаратов с присоединением типа Hasselblad (V-system). Приставка позволяла в одну экспозицию делать моментальные снимки на матрицу размера APS-H с цветоделительным фильтром Байера и рекордным на тот момент разрешением 6 мегапикселей.
В ранних конструкциях задников с большим сенсором, превосходящим малоформатный кадр, не предусматривалось наличие встроенного дисплея, аккумулятора и накопителя информации, тем более что такие устройства в большинстве случаев использовались только в студийных условиях, не требующих автономности. Отказ от энергопотребителей в одном корпусе с матрицей уменьшал её шумы, особенно заметные при большом размере. Некоторые задники до сих пор оснащаются термоэлектрическим охлаждением матрицы. 
В среднеформатных задниках до недавнего времени традиционно использовались только ПЗС-матрицы, потребляющие больше электроэнергии, чем КМОП-матрицы, характерные для небольших форматов. Поэтому их питание осуществляется от сети переменного тока или от мощного внешнего аккумулятора, а отображение информации и настройка — на подключенном компьютере. Ещё одна особенность среднеформатных задников — принципиальный отказ от преобразования исходной информации RAW и её сжатия в JPEG, что неизбежно увеличивает объём данных. Поэтому, в качестве носителя информации чаще всего используется внешний жёсткий диск или диск подключённого компьютера. Примерами подобных линеек фотоаппаратов могут служить: Phase One серии H, Leaf Valeo. Такие задники практически непригодны для натурных съёмок и могут использоваться только в студии.
Одним из первых автономных задников в 2000 году стал Kodak Professional DCS Pro Back с ПЗС-матрицей М11 разрешением 16 мегапикселей и двумя картами Compact Flash. В 2004 году налажено производство цифровых «задников» для фотоаппаратов Hasselblad серии «V». Первая модель Hasselblad Ixpress V96C оснащалась квадратной ПЗС-матрицей размером 37×37 мм с разрешением 16 мегапикселей. При этом для среднеформатных объективов кроп-фактор составляет 1,5.
Такие, более современные задники оснащены дисплеем, аккумулятором большой ёмкости и картами памяти. Другими примерами подобных линеек могут служить: Kodak DCS Pro Back 645, Phase One серии Р, Leaf Aptus, Sinar eMotion. Современные среднеформатные задники позволяют получать файлы с разрешением до 100 мегапикселей, но обладают сравнительно невысокой светочувствительностью.
Дальнейшее развитие пошло по пути малоформатной аппаратуры: цифровой задник интегрирован в корпус фотоаппарата, как например, в фотосистеме Hasselblad HxD. Однако, даже такие камеры позволяют снимать на плёнку, заряжаемую в специальный сменный модуль.

### Большой формат
Большинство крупноформатных задников относится к сканирующему типу, поскольку производство сенсоров большого размера связано с большими техническими сложностями и экономически нецелесообразно. В 1995 году был представлен цифровой задник Sinar со сканирующей ПЗС-линейкой. Время сканирования составляет 20 минут, и поэтому такие устройства пригодны только для съёмки неподвижных объектов в специально оборудованной студии. Аналогичная сканирующая приставка Power Phase FX формата 4×5 дюймов позволяет за один проход получать цветные файлы с разрешением 132 мегапикселя. Кроме рекламной предметной съёмки подобные устройства применяются крупными музеями для создания высококачественных репродукций и каталогов. Наивысшей разрешающей способностью в 1 гигапиксель в этом классе аппаратуры обладает Google Art Camera, автоматически сканирующая картины при помощи роботизированной панорамной головки. Полученные при этом снимки склеиваются в один общий, а оцифровка полотна площадью в 1 квадратный метр занимает 30 минут.
Дальнейшее развитие технологии изготовления фотоматриц позволило создавать цифровые задники большого размера, позволяющие снимать с моментальными выдержками. Однако, стать полноценной заменой листовой фотоплёнке крупного формата такие устройства не смогли до настоящего времени. Они используются отдельными студиями для замены дорогостоящих фотокомплектов одноступенного процесса Polaroid, традиционно применяемых для тестовой съёмки. Так, задник Maxback большого формата 8×10 дюймов (20×25 сантиметров) был выпущен в двух экземплярах в 2011 году по заказу фотографа Митчела Файнберга (англ. Mitchell Feinberg). Несмотря на низкое разрешение 10 мегапикселей, стоимость проекта и реализации составила 500 000 долларов.
Однако, экономия на комплектах Polaroid благодаря приставке составила 50 000 долларов ежегодно. Задник устанавливается на карданную камеру Sinar, и после контроля качества снимка на мониторе подключенного компьютера окончательная съёмка выполняется на листовой фотоматериал.
Это единственный известный крупноформатный задник, пригодный для моментальной съёмки. Попытки наладить его мелкосерийное производство не привели к успеху из-за отсутствия заказов. Самая большая цельная фотоматрица Z/I Imaging, известная на 2016 год, имеет разрешение 250 мегапикселей и физический размер 90×84 мм, но из-за особенностей конструкции используется только в аэрофотоаппаратах. Все остальные задники, выпускаемые для камер большого формата, имеют сканирующую конструкцию или сенсор небольшого размера, который не превосходит среднеформатные аналоги. Последние позволяют использовать карданную камеру для цифровой съёмки в лучшем случае на формат 4,5×6 см. Моментальная съёмка в крупном формате до сих пор производится на листовую фотоплёнку.

## Ключевые характеристики

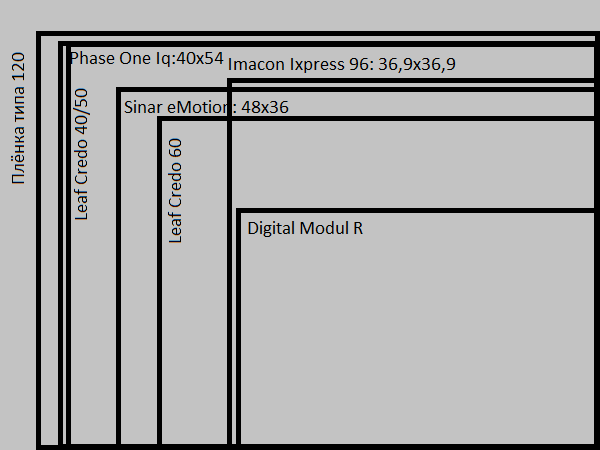
Сравнительные размеры матриц существующих цифровых задников

Ключевыми производителями цифровых задников являются Kodak, Agfa, Phase One и Hasselblad. Выпускаемые задники комплектуются ПЗС-матрицами Kodak и Dalsa, которые на мировом рынке выступают их основными поставщиками. С 2013 года некоторые производители наладили выпуск КМОП-матриц, ранее не использовавшихся в задниках. В настоящее время представлены задники только среднего формата, поскольку более компактная фототехника выполняется неразъёмной.
Цифровые задники можно разделить по мобильности и универсальности.
- По мобильности: от чисто студийных, требующих внешнего источника питания, накопителя данных и компьютера для настройки (например, Phase One H5), до мобильных (например, Leaf Aptus II с сенсорным экраном или Leaf Valeo с синхронизацией с компьютером DP-67)[30].
- По универсальности: от универсальных с переходниками для большинства среднеформатных (например, Sinar eMoution и Leaf Credo) и некоторых крупноформатных камер, до специализированных под конкретную модель камеры (например, Phase One H101 для Hasselblad H1)[30]. Универсальные цифровые задники и некоторые специализированные, подходящие к системам, изначально ориентированным только на рольфильм, имеют, в лучшем случае, только механический синхроконтакт, что влечёт ошибки синхронизации работы матрицы и затвора. Отсутствие объективов с центральным затвором приводит к виньетированию и сдвигу цветов в полученном изображении, но позволяет воспользоваться всеми возможностями, предоставляемыми плёночными системами[21][31]. Цифровые задники, при стыковке их с цифровыми системами, электрически и электронно согласованы и имеют богатую функциональность, а использование объективов, учитывающих особенность восприятия света матрицами избавляют от вышеперечисленных проблем, но требует от фотографа покупки корпуса, а зачастую смены всего парка оптики. Универсальность выбора системы, с которой стыкуется цифровой задник, реализовано универсальное крепление, зачастую через переходники, что не может похвастаться герметичностью и существенно снижает мобильность устройства[21].

Основными характеристиками являются:
- формат (габариты) или кроп-фактор матрицы (от 24×36 до 57×41 мм или от 1,62 до 1),
- размер пикселя фотоматрицы (относительно большой, до 9 мкм в диаметре) или динамический диапазон (порядка 12EV),
- разрешение (обычно, от 20 до 80 Мпикс.),
- глубина цвета (относительно высокая, от 10 до 16 бит).

Другие характеристики, также влияющие на качество изображения и сферу применения:
- невысокая чувствительность при допустимых шумах и шумы при длительных выдержках;
- особенности CCD-матрицы: блюминг, муар (отсутствует АА-фильтр), тепловой шум;
- отсутствие серийной съёмки, скорость съёмки чуть более 1 кадра/сек, длительное запаздывание после включения 4 — 10 сек;
- Live View реализован не у всех моделей и не в полном размере.